# Chaumont-d'Anjou
Chaumont-d'Anjou is een plaats en voormalige gemeente in het Franse departement Maine-et-Loire in de regio Pays de la Loire en telt 306 inwoners (2005). De plaats maakt deel uit van het arrondissement Angers.

## Geschiedenis
De gemeente behoorde tot het kanton Seiches-sur-le-Loir, totdat dit op 22 maart 2015 werd opgeheven en de gemeente werd opgenomen in het kanton Angers-6. Op 1 januari ging de gemeente op in de huidige commune nouvelle Jarzé Villages.

## Geografie
De oppervlakte van Chaumont-d'Anjou bedraagt 11,9 km², de bevolkingsdichtheid is 25,7 inwoners per km².
De onderstaande kaart toont de ligging van Chaumont-d'Anjou met de belangrijkste infrastructuur en aangrenzende gemeenten.

## Demografie
Onderstaande figuur toont het verloop van het inwonertal.
Beauvau · Chaumont-d'Anjou · Jarzé · Lué-en-Baugeois